# Swedish Erotica
Gli Swedish Erotica furono un gruppo musicale svedese di genere hair metal, fondato a Göteborg nel 1987 e scioltosi nel 1995.

## Storia

### Origini
Originariamente fondato col nome di "Swedish Beauty" nel 1986 a Göteborg, il gruppo di svedesi era composto da Magnus Axx (chitarra), Ken "Ulf" Sandin (basso), l'ex cantante dei TNT Dag Ingebrektsen, l'ex chitarrista dei Madison Dan Stomberg e il batterista Magnus Nybratt. Questa incarnazione registrò un brano che venne incluso in una compilation rock in Norvegia, prima che Nybratt e Stomberg abbandonassero prematuramente la formazione. Le rispettive sostituzioni furono Anders Allhage alla chitarra, conosciuto anche come Andy LaRocque (già membro della band di King Diamond dal 1985), e Jamie Borger alla batteria. Con questa configurazione il gruppo non riuscì però ad ottenere un contratto, ma il leader Magnus Axx non si arrese, cambiò il nome alla band e trovò dei nuovi musicisti. Nel frattempo, Andy LaRocque continuò la sua attività nella band di King Diamond, mentre Jamie Borger raggiunse i Treat nel 1987.

### La nascita e la carriera
Proprio nel 1987 nacquero quindi gli Swedish Erotica, composti dai chitarristi Magnus Axx e Morgan Le Fay (Morgan Jensen) e completati subito dopo dal bassista Johnny D'Fox e dal batterista BC Strike. Il primo cantante fu Göran Edman, già componente dei Madison (con cui incise due dischi), e nel 1985 per un breve periodo voce degli statunitensi Vinnie Vincent Invasion . Quest'ultimo abbandonò presto il gruppo per raggiungere il progetto solista dell'ex chitarrista degli Europe John Norum, con cui poi darà alle stampe il disco Total Control (1987). In seguito Edman raggiunse la band di Yngwie Malmsteen. Il cantante venne sostituito da Tony Niva (un vecchio amico di BC), per poi ottenere un contratto con la Virgin Records dopo un viaggio a Los Angeles nel 1988. Verso la fine di quell'anno, il gruppo registrò alcuni brani con la collaborazione di alcuni coristi tra cui il loro futuro cantante Mats Levén ai Tuff Studio. Agli inizi del 1989, ebbero inizio alcune sessioni in Norvegia con il produttore Ole Evenrude. Levén partecipò nuovamente ai backing vocals, e presto Evenrude gli chiese come mai non fosse lui la voce della band. Egli gli raccontò che aveva già rifiutato la loro offerta l'anno precedente, ma effettivamente ora era interessato a far parte del progetto. Con Niva gli Swedish Erotica pubblicarono il primo singolo Down Town quello stesso anno. Il rapporto con Niva però non funzionò a causa di incompatibilità interne, così quest'ultimo venne sostituito proprio da Levén, con cui di fatto si scambiò i ruoli, visto che il primo divenne corista. Il debut album, Swedish Erotica, venne pubblicato nel 1989. Tra le varie partecipazioni esterne per l'incisione del disco, figurava infatti nel ruolo di corista anche l'ex cantante Tony Niva. Dal disco vennero estratti i primi due singoli, "R'n'R City" e "Wild Young & Free", di cui vennero girati anche dei videoclip trasmessi a ruota su MTV. Grazie al loro nome, ricevettero una maggior eco rispetto ad altri gruppi sotto contratto con la Virgin Scandinavia. Il secondo singolo, "Wild Young & Free", ottenne buone posizioni nelle classifiche, tuttavia il disco venne sponsorizzato quando la loro compagnia di distribuzione, la Elektra, annunciò la bancarotta, di conseguenza le copie dell'album rimasero nei magazzini per circa un mese. A causa di ciò, l'album non venne distribuito ai negozi quando richiesto, provocando inevitabilmente vendite basse e poco successo. Seguirono un paio di show nel Regno Unito, tra cui il primo al Astoria di Londra. Con sorpresa appresero di suonare davanti ad un pubblico di circa 700-800 persone, visto che in Gran Bretagna il loro disco non era ancora stato pubblicato. Probabilmente il nome del gruppo aveva fatto presupporre al pubblico che fossero presenti delle spogliarelliste o esibizioni di genere "erotico". Dopo il tour di supporto del debutto, più o meno nella primavera del 1990, il gruppo fece ritorno in studio per incidere alcune demo nel caso di un eventuale secondo album. La Virgin valutò il materiale, ma probabilmente pretese brani come i primi due singoli, che erano stati composti dal produttore Ole Evenrude.

### Il declino e lo scioglimento
Attorno a questo periodo Jamie Borger, ormai membro dei Treat (che aveva suonato nella prima incarnazione della band, gli Swedish Beauty), comunicò a Levén che il suo gruppo era alla ricerca di un nuovo cantante. Levén aveva intuito che la Virgin non vedeva un futuro promettente per gli Swedish Erotica, e inoltre volle spostarsi a Stoccolma, così cominciò a pensare di abbandonare la band. Infatti quando parlò con il boss della Virgin dicendogli che voleva abbandonare il suo gruppo, questo gli rispose che effettivamente l'etichetta era interessata a lui più che alla band, così gli propose di lavorare per un progetto solista. Tuttavia il cantante decise di abbandonare i rapporti con l'etichetta stessa per raggiungere infine i Treat con cui diede alle stampe l'omonimo album nel 1992, mentre le registrazioni degli Erotica vennero inevitabilmente accantonate. Venne quindi riorganizzata anche la sezione ritmica, dove subentrarono Jonas Tangström al basso e Bjarne Olsson alla batteria, mentre a sostituzione di Levén successe il cantante Anders Möller. In seguito Tangström venne sostituito da Ken Sandin, già membro degli svedesi Alien e dei norvegesi Da Vinci, nonché parte della prima incarnazione del gruppo, gli Swedish Beauty. Nel 1993 Bjarne Olsson suonò come turnista in una nuova versione degli Shotgun Messiah sotto il nome di "B. J.", così abbandonò gli Swedish Erotica dove venne sostituito da Jamie Borger, proprio il primo batterista che suonò nella fase embrionale del progetto chiamata Swedish Beauty, nonché lo stesso uomo che aveva convinto Levén ad abbandonare il gruppo stesso. Nel 1995, dopo un nuovo contratto con la piccola etichetta Empire Records, gli Swedish Erotica passarono alla pubblicazione di un secondo album intitolato Blindman's Justice. Tuttavia, dopo la pubblicazione del disco, Möller ottenne un particolare successo con la sua band parallela, i Black Ingvars, che scalarono le classifiche svedesi e intrapresero un tour di successo in patria. Di conseguenza, dato anche il cambio di tendenze musicali a favore del grunge e dell'alternative rock, gli Swedish Erotica si sciolsero nello stesso 1995.

### Tempi recenti
In seguito l'ex frontman Mats Levén prese parte a diversi altri progetti divenendo uno dei cantanti di spicco della scena heavy metal svedese. Dapprima entrò negli AB/CD, una sorta di gruppo parodia degli AC/DC con cui pubblicò il disco Cut the Crap! nel 1995. Successivamente militò in band come Abstrakt Algebra, Krux, At Vance, Fatal Force, Therion e molti altri.
Nel 2005 l'etichetta tedesca MTM Music pubblica una raccolta degli Swedish Erotica chiamata Too Daze Gone. Questo disco include diverse registrazioni che avrebbero dovuto comporre un eventuale secondo album con Levén, con l'aggiunta di alcuni brani tratti dalle demo. Le registrazioni furono accantonate a causa della dipartita di Levén, che raggiunse i Treat. Si tratta di alcuni brani tratti da vecchie demo e registrati agli inizi della carriera del gruppo (anche prima di firmare il contratto con la major), con formazioni diverse. Tre di queste canzoni erano sulla demo che consentì loro di firmare con la Virgin.

## Formazione

### Ultima
- Anders Moller - voce (1990-95)
- Magnus Axx - chitarra (1987-95)
- Morgan Le Fay (Morgan Jensen) - chitarra (1987-95)
- Ken Sandin - basso

### Ex componenti
- Göran Edman - voce (1987)
- Tony Niva - voce (1987-89)
- Mats Levén - voce (1989-90)
- B.C. Strike - batteria
- Johnny D'Fox - basso
- Jonas Tangström - basso
- Bjarne Olsson - batteria

## Discografia

### Album in studio
- 1989 - Swedish Erotica
- 1995 - Blindman's Justice

### Raccolte
- 2005 Too Daze Gone

### Singoli
- 1989 - Hollywood Dreams
- 1989 - We're Wild, Young and Free
- 1989 - Rock'n Roll City
- 1989 - Downtown